# Конденсатовіддача пласта

Графік КВК залежно від типу закачуваних газоподібних агентів
1 – СО_{2}; 2 – сухий природний газ; 3 – N_{2}; 4 – розробка на виснаження

Конденсатовідда́ча пласта́, Конденсатовилучення з пласта (рос. конденсатоотдача пласта; англ. condensate recovery ratio; нім. Kondensatsextraktionsgrad m des Flözes) — величина, що характеризує ступінь видобутку газового конденсату з газоконденсатних і нафтогазоконденсатних родовищ.
Розрізняють поточне конденсатовіддачі (визначається на певний момент часу) і кінцеве (на момент припинення промислової розробки родовища).
Для кількісної оцінки конденсатовіддачі використовують коефіцієнт К. — відношення кількості видобутого конденсату (зведеного до однакових термобаричних умов) до балансових запасів його в покладі (вимірюється в частках одиниці або у відсотках). Коефіцієнт конденсатовіддачі змінюється від 35 до 90 % залежно від вмісту в газі С5+вищі, умов залягання основної корисної копалини, а також від способу розробки родовища; використовується для визначення запасів конденсату, які видобуваються (промислових). Крім того, враховується при складанні проекту розробки газоконденсатного або нафтогазоконденсатного родовища, характеризує ефективність технології його розробки. Повнота видобутку конденсату в деяких випадках визначає раціональність системи розробки (при високих вмістах конденсату в пластовому газі — до 1 200 см³/м³). Забезпечення високого К. (коефіцієнт 70-90 %) досягається рециркуляцією газу (сайклінг-процес), підтримуванням пластового тиску в покладі нагнітанням води або інших робочих аґентів, застосуванням комбінованих способів розробки родовища.